# Ricardo Andreutti
Ricardo Andreutti Jordán (Caracas, Distrito Capital, Venezuela; 30 de junio de 1987) es un exfutbolista venezolano que jugaba como centrocampista y su último equipo fue el Caracas Fútbol Club de la Primera División de Venezuela.

## Biografía
Con tan solo 18 años Andreutti piso suelo italiano para jugar con el Choggia Sottomarina de la Serie D. Tras disputar 5 partidos con dicho equipo regresaría a Sudamérica para jugar con Juventud Las Piedras de la Segunda División de Uruguay, pero su incorporación no se lograría. Regresó a Venezuela para incorporarse en Deportivo Italia.

## Clubes

### Profesional
| Club                | País      | Año         | PJ | Goles |
| ------------------- | --------- | ----------- | -- | ----- |
| Choggia Sottomarina | Italia    | 2005 - 2006 | 5  | 0     |
| Deportivo Italia    | Venezuela | 2006-2014   | 83 | 9     |
| Caracas FC          | Venezuela | 2014-2016   | 94 | 5     |
| ACD Lara            | Venezuela | 2016-2018   | 85 | 1     |
| Caracas FC          | Venezuela | 2019-2021   | 57 | 1     |

## Palmarés

### Campeonatos nacionales
| Título           | Club         | País      | Año  |
| ---------------- | ------------ | --------- | ---- |
| Torneo Clausura  | ACD Lara     | Venezuela | 2017 |
| Torneo Clausura  | ACD Lara     | Venezuela | 2018 |
| Torneo Clausura  | Caracas F.C. | Venezuela | 2019 |
| Primera División | Caracas F.C. | Venezuela | 2019 |